# ベニー・ムルダニ
ベニー・ムルダニ (Benny Moerdani) こと レオナルドゥス・ベンヤミン・ムルダニ (Leonardus Benjamin Moerdani、1932年10月2日 - 2004年8月29日) は、インドネシアの軍人である。最終階級は陸軍大将。
陸軍特殊部隊、その後は情報将校として功績を重ね、1983年に国軍 (ABRI) 司令官に就任すると、大胆な国軍機構改革に取り組んだ。
一時期は国内の情報機関を一手に引き受け、強大な権限と広い人脈を手にしたが、それがやがてスハルト大統領の警戒を呼ぶことになり、1988年に国軍司令官を解任された。その後、国防・治安大臣に就任。
インドネシアの社会・政治を左右する決定的な場面の数々において、強い態度をもって臨んだことで知られている。また、ムスリム人口が圧倒的多数を占めるインドネシアにおいて、カトリック教徒の指導者としても重要な足跡を残した。

## 幼少年期
1932年10月2日、中部ジャワのチェプに生まれる。父親の R.G. ムルダニ・ソスロディルジョは鉄道労働者、母親のロフマリア・ジーンは、半分ドイツ人の血を引く印欧人だった。ムルダニは11人の子供の3番目に生まれた子供だった。父ムルダニ・ソスロディルジョはムスリムであったが、妻のカトリック信仰には寛容で、後に子供達がカトリックとなっても、同様に寛容だった。

## 軍歴

### 軍人としての経歴の始まり
1945年8月18日のインドネシア独立宣言後、ムルダニはナショナリズムの波に飲み込まれた。1945年10月、中部ジャワのソロにあった日本軍の憲兵隊が、敗戦後もインドネシアの武装勢力に降伏するのを拒絶したため、当時まだ13歳だったムルダニはその憲兵隊本部の襲撃に加わった。インドネシアの正規軍である人民治安団（TKR、国軍 (ABRI) の前身）が結成されると、ムルダニはその地方旅団の指揮下にあった学生軍 (Tentara Pekajar, 略称 TP) に参加した。この旅団を通してムルダニはオランダに対する独立戦争に身を投じ、その佳境であるソロ大攻勢にも加わり、その作戦成功を目の当たりにした。
インドネシアの独立が達成されると、独立戦争で学業を中断していたムルダニは、再び学校教育を受ける機会を得て、中等学校を卒業、その後おじの商売を手伝いながら、高等学校にも通い、普通教育を終了した。1951年、インドネシア政府は復員手続きに取りかかったが、ムルダニが所属した旅団はうまく機能しており、独立戦争時に抱え込んだ兵をそのまま国軍に仕官させることができたと考えられる。ムルダニはその旅団から陸軍将校養成センター (Pusat Pendidikan Perwira Angkatan Darat, 略称 P3AD) に配属され、1951年1月にそこでの訓練が始まった。それと同時にムルダニは歩兵訓練学校 (Sekolah Pelatih Infanteri, 略称 SPI) にも入学した。
ムルダニは、1952年4月には P3AD での、1952年5月には SPI での軍事教育を終えた。そして上級准尉の階級を与えられた。2年後の1954年、ムルダニは少尉に昇級し、西ジャワ地区の治安を担当する第3地方軍 (シリワンギ師団, Tentara Territorium III Siliwangi, 略称 TT III Siliwangi) に配属された。

### 陸軍特殊部隊
第3地方軍（シリワンギ師団）司令官アレック・カウィララン大佐は、ダルル・イスラーム（イスラーム共和国建設運動）の脅威に対抗するために、第3地方軍コマンド部隊 (Kesatuan Komando TT III, 略称 Kesko TT III) を結成した。その部隊の成功に注目したジャカルタの陸軍本部でも特殊部隊創設に動き、1954年、陸軍コマンド部隊 (Korps Komando Angkatan Darat, 略称 KKAD) が創設された。ムルダニは KKAD に入隊を志願する兵の訓練教官に任命され、部隊の教育局長に就任した。1956年、KKAD は名称変更によって、陸軍空挺連隊 (Resimen Para Komando Angkatan Darat, 略称 RPKAD) となった。それから間もなくしてムルダニは中隊指揮官に任命された。
1958年2月15日、スマトラ島で分離主義者グループがインドネシア共和国革命政府 (PRRI) 樹立を宣言すると、ムルダニは RPKAD の一員として、その鎮圧作戦に加わった。1958年3月、ムルダニはプカンバルとメダンの敵戦線後方にパラシュート降下し、両都市を奪還する国軍の作戦のために準備工作を行なった。1ヶ月後の1958年4月17日、PRRI 反乱に決定的な打撃を加える「8月17日作戦」に参加した。ムルダニの次の任務は、1957年3月以来のスラウェシでのもう一つの分離主義運動、プルメスタ (Perjuangan Rakyat Semesta、全体闘争) に対処することだった。スマトラでやったのと同じように、ムルダニ率いる部隊はプルメスタに対する総力戦のための下準備を行ない、1958年6月、プルメスタ側は降伏した。
PRRI 反乱とプルメスタ運動の鎮圧が完了すると、ムルダニはアチェに配属された。1960年初頭、彼は陸軍航空機パイロットになるかどうかを考えていたが、アフマド・ヤニがそれを思いとどまらせた。ヤニはムルダニをアメリカに送り出し、フォートベニングの陸軍歩兵学校に入校させた。そこでムルダニは歩兵将校向けの上級課程を受講し、第101空挺師団の訓練に参加した。
1961年にムルダニが帰国すると、国軍は西イリアン奪還作戦に向けた準備を始めていた。ムルダニの最初の任務は、空挺兵の訓練、すなわち敵戦線後方にパラシュート降下し、敵勢力圏内に潜入する、そうした任務が求められる兵種を育てることであった。数ヶ月後、その潜入作戦は具体的な成果を挙げられなかった。1962年5月、ムルダニは RPKAD と陸軍戦略予備軍 (KOSTRAD) の兵によって編成されたパラシュート降下部隊を率いる任務を与えられた。1962年6月末に西イリアン上陸に成功し、そのまま部隊を率いて戦闘を指揮した。オランダ海兵隊の部隊相手の小競り合いは、国際連合が1962年8月に介入して、西イリアンの帰属先をインドネシアにするという決定が下るまで続いた。停戦になると、ムルダニは西イリアンの全てのゲリラ部隊を担当する地位に就いた。
1964年にムルダニはジャカルタに戻った。西イリアン作戦での彼の功績はスカルノの目に留まり、スカルノは彼を大統領護衛官にしたがり、さらに娘の一人を彼に嫁がせたいとさえ思っていた。ムルダニは自分の地位をわきまえて、二つの申し出を辞退した。
1964年、ムルダニは RPKAD 大隊を率いてボルネオに派遣された。マレーシア対決の一環として、マレーシアとイギリス軍部隊相手にゲリラ戦を戦うためだった。しかし、ボルネオで過ごした時間は短く、9月にはジャカルタに戻った。そこで再びムルダニはその後の経歴をどう伸ばしていくかという岐路に立たされ、ボルネオでの領域作戦司令官としての経歴か、駐在武官か、のどちらかを選ぶことにした。彼は後者の選択肢を選び、北京への配属を望んだ。
1964年末に開かれた RPKAD 将校のある会議にムルダニも同席を求められた。この会議の議題は、RPKAD から不具となった兵を解雇することについてだった。ムルダニはそれに反対した。ムルダニが反対したという知らせはヤニ陸軍司令官に伝わった。ヤニはムルダニを呼び出して、その不服従を責めた。ムルダニを RPKAD から KOSTRAD へ異動させる、とヤニが命令を下したことで、会議は終了した。1965年1月6日、ムルダニは RPKAD 大隊の指揮権を手放した。

### 陸軍戦略予備軍
ムルダニの RPKAD から KOSTRAD への異動は突然のもので、異動先に彼の地位は何も用意されていなかった。最初は作戦訓練局に属する士官として配属された。彼の運が変わったのは、アリ・ムルトポ中佐が彼を KOSTRAD の一員であると見抜いた時だった。ムルダニは西イリアン作戦でムルダニのことをよく知っていたので、彼の潜在能力を認め、それをさらに伸ばしたいと考えた。その当時のアリは第1戦闘指揮団（マレーシアの侵攻に備えるためスマトラに駐屯していた KOSTRAD 部隊）の情報担当補佐官だった。アリはムルダニを引き抜いて、情報担当次席補佐官に任命し、ムルダニに初めての情報畑の仕事を与えた。
情報担当次席補佐官に任命されたのに加え、アリの特殊工作班 (Operasi Khusus, 略称 Opsus) の情報部の一員にもなった。彼の任務は、バンコクでガルーダ航空の航空券販売業者を装って、マレーシア情報を収集することだった。1965年当時、陸軍内にはスカルノのマレーシア対決政策に批判的な将校らがいて、彼らは秘密裏にマレーシア側と連絡を取り合い、平和的な解決を目論んでいた。ムルダニは彼らから提供される情報を発送する仕事も担当することになった。
1965年10月1日、9月30日運動が KOSTRAD 司令官スハルト少将によって鎮圧されると、ムルダニの活動も多忙になった。アリとともにマレーシア対決政策を終結させるための下準備に取りかかり始めた。二人の努力は実を結び、1966年8月11日、インドネシアとマレーシアの両政府は両国間の関係の通常化に合意した。

### 外交官
両国間の国交は正常化されたが、ムルダニは臨時代理大使としてマレーシアに駐在した。彼の最初の仕事は、「対決」時に捕虜となったインドネシア人兵士とゲリラ兵の解放を確実なものとすることだった。1968年3月、マレーシア大使に任命されたムルダニは西マレーシア領事館のトップの地位に就いた。それと同時に彼は Opsus の一員としても ベトナム戦争の推移を観察する任務を継続した。
1969年末、ムルダニはソウルに転任し、韓国駐在のインドネシア領事となった。1973年、ムルダニのそこでの地位は領事から臨時代理大使へと昇格した。

### 情報将校
ムルダニの外交官としての経歴はマラリ事件発生によって突然終った。事件発生から1週間内にムルダニはジャカルタへ戻った。すぐにスハルト大統領はムルダニに数々の地位を与えて、多くの権限を持たせた。ムルダニは、国防治安大臣の情報担当補佐官、治安秩序回復作戦司令部 (Kopkamtib) 情報担当補佐官、国軍戦略情報センター (Pusat Intelijen Stratesis, 略称 Pusintelstrat) 長官、国家情報調整庁 (Badan Koordinasi Inteligen Negara, 略称 Bakin) 副長官に就任した。
1975年、ムルダニは東ティモールの脱植民地化問題に深く関与することになった。1975年8月、東ティモール潜入を開始するため、ムルダニはボランティアを偽装して、インドネシア兵を送り始めた。ムルダニの任務は東ティモール内のインドネシア統合派を支援するための情報工作だったが、1975年11月28日に東ティモール独立革命戦線 (Fretilin) が東ティモールの独立を宣言したことによって、状況は緊迫した。それまでの情報工作は停止され、軍事作戦 (Operation Seroja) 開始に切り替えられた。ムルダニは情報戦ではなく、その後は軍事介入作戦の立案者として東ティモールへの関与を続けることになった。彼の手法は同僚の怒りを買った。作戦計画の立案過程に携わるべき地位にある国軍副司令官スロノや KOSTRAD 司令官 レオ・ロプリサといった高級将校達にすら、その過程を秘匿し続けたからである。
1981年3月28日、ジャカルタ発メダン行きのガルーダ航空206便がハイジャックされた。そのニュースがムルダニの耳に入った時、彼はアンボンで開かれていた国軍指導部の会議（国軍司令官M・ユスフも列席）に参加していた。すぐにムルダニは会議を抜け出し、ジャカルタに向かって対策の準備に取りかかろうとした頃には、ハイジャック機はバンコクのドンムアン空港に着陸した。ムルダニはスハルトと会い、人質解放のために実力行使を認める大統領の許可を得た。そこでは、ハイジャック犯達が航空機のパイロットを脅迫して他国まで操縦させることが許されてはならない、と実力行使の理由が正当化されていた。
RPKAD の後身、サンディ・ユダ・コマンド部隊 (Komando Pasukan Sandi Yudha, 略称Kopassandha）からの作戦部隊を引き連れて、ムルダニはタイ国へと向かった。彼の計画はいくらかの抵抗を受けたが（特にタイ政府からの抵抗）、最終的には軍事作戦を実行することで合意した。1981年3月31日早朝、ムルダニ自ら Kopassandha 部隊を率いてハイジャック機を強襲し、その制御を取り戻し、人質を救出した。

## 国軍司令官

### 国軍司令官就任
1983年3月、ムルダニは軍歴の頂点に上り詰めた。スハルトがムルダニを国軍 (ABRI) の司令官に任命し、陸軍大将の地位に昇進したのである。その就任式典では、スハルトがムルダニの忠誠を認め、スハルト自らの手でムルダニの肩に肩章を付けた。
大隊以上の部隊を指揮したこともなく、地域軍管区 (Komando Daerah Militer, 略称KODAM) 司令官や陸軍参謀長の地位に就いたこともないムルダニが、国軍司令官の地位に抜擢されたのは異例のことだった。その地位に加えて、ムルダニは治安秩序回復作戦司令部 (Kopkamtib) 司令官にも任命され、国軍戦略情報センター (Pusintelstrat) から名称が変わった国軍司令部戦略情報庁 (Badan Intelijen Strategis, 略称BAIS) 長官の地位も堅持した。スハルト新体制期の国軍司令官の前任者達とは異なり、ムルダニは国防治安大臣を兼任しなかった。

### 国軍機構改革
ムルダニはすぐに国軍改革の第一歩を踏みだし、直近の目標として、コスト削減のリストを作り、効率性を向上させ、プロフェッショナリズムを追及した。
軍の指揮構造に関しては、1969年創設以来の三軍統合の方面軍司令部 (Komando Wilayah Pertahanan, 略称 Kowilhan) を廃止した。それから陸軍、海軍、空軍の地方司令部体系を再編した。陸軍の地域軍管区 (Kodam) は16区から10区に再編統合された。8海軍司令部 (Komando Daerah Angkatan Laut, 略称 Kodaeral) は2艦隊司令部（スラバヤの東部方面艦隊司令部とジャカルタの西部方面艦隊司令部）に再編された。8空軍司令部 (Komando Daerah Udara, 略称 Kodau) も同様に2防空司令部に再編された。警察もそのお役所体質を改編し、即時に行動を取れるだけの必要最小限なレベルの警察力にまで削減された。
ムルダニは国軍アカデミー (Akademi ABRI, 略称 Akabri) のカリキュラムに占める非軍事教育の割合を削減する方向性を示した。アカデミーの教育内容における質の向上と同時に、ナショナリストとしての資質を強化させるために、ムルダニは、後に国家エリート集団の一員となるべき輝かしい才能たちを訓練するための学校、すなわち上級高等学校（プレ・アカデミー）という概念を生み出した（その学校は現在、タルナ・ヌサンタラとして運営されており、マグランの国軍アカデミーに隣接している）。ムルダニはまた ASEAN 各国の軍隊との協力を推進した。

### タンジュンプリオク事件
カトリックとしてのムルダニのバックグラウンドが前面に出たのは、1984年、第5地域軍管区（ジャヤ師団）司令官トリ・ストリスノとともに、ジャカルタのタンジュンプリオク港に集まったイスラーム系の抗議集団に対する鎮圧を命じた時だった。これによって死者が出た。抗議行動に参加した人々は扇動されており、平和的な統制は失われていた、その結果、鎮圧を命じたのである、とムルダニは釈明した。ムルダニは彼自身決してムスリムを迫害したいのではないのだ、ジャワ中のムスリム学校を訪問して、彼自身のムスリム観を改善していくつもりだ、と主張した。
この時期のムルダニは、国軍司令官として、国内政治においてもインドネシア社会においても、スハルトに次ぐ事実上のナンバー2であることに間違いはなかった。スハルトを除いて、もっとも権力のある人物となっていた。

## スハルトとの軋轢

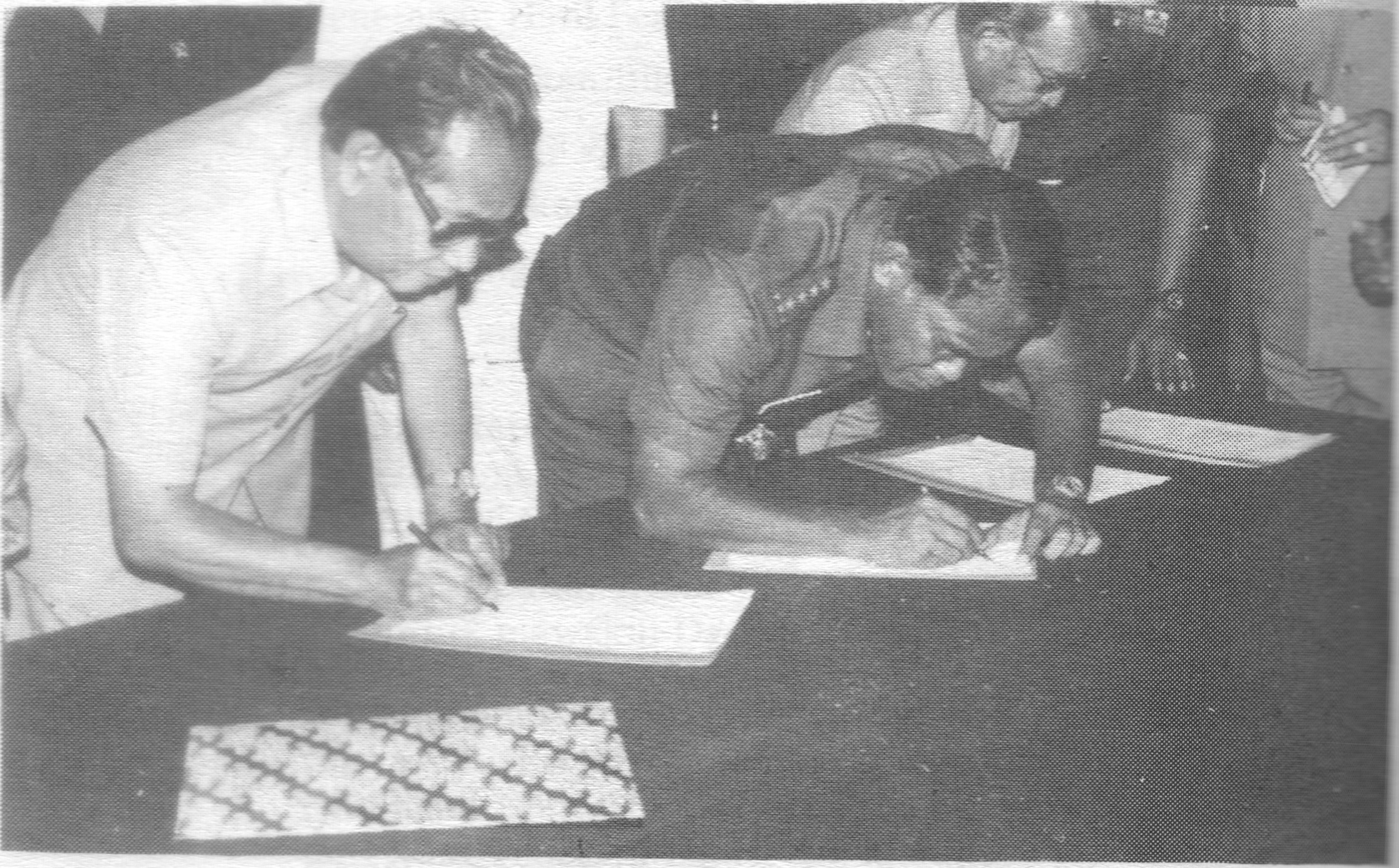
1987年総選挙の結果を確認するムルダニ（中央）

### 1988年最高国民協議会総会
1988年にはすでにムルダニとスハルトの関係は険悪になっていた。ムルダニはスハルトに忠誠を誓っていたが、体制内に蔓延る汚職やネポティズム（身内びいき）のことでは、断じて大統領を批判した。それ以来、ムルダニはスハルトの娘婿プラボウォ・スビアントをも敵に回した。
1988年は、正副大統領を選出する最高国民協議会 (MPR) 総会が開催される重要な年であった。3月の総会が近づくにつれ、スハルトはスダルモノ（当時のゴルカル総裁、退役陸軍中将）を副大統領にするというサインを送り始めた。プラボウォと近い関係にあるキヴラン・ゼンによれば、これは自分自身が副大統領になりたいムルダニにとって逆風だった。こうした副大統領候補選出をめぐる動きが、1988年2月、ムルダニの国軍司令官解任の理由だったようだが、オーストラリアの政治学者ロバート・エルソンによると、ムルダニ解任のさらなる大きな理由は、スダルモノが副大統領に任命された時に、ムルダニが国軍を支配する地位にいて欲しくないとスハルトが考えていたことである。エルソンは、スダルモノが副大統領に就任できるかどうかは、大統領選そのものを左右する最終ステップだった、との説を述べている。
ムルダニは諦めてはいないようだった。同じ月にゴルカル幹部が集まって、MPR 総会のことを話し合った。副大統領候補の問題について、ゴルカル内の執行部と機能代表の各派はスダルモノ指名で一致していた。しかし、ゴルカル内の国軍会派では、ムルダニが副大統領候補指名の件についてスハルトと話し合っていないと言って引き延ばし続けたので、国軍会派から誰を副大統領候補に推すか、決断が遅れていた。圧力を受けたムルダニは、さしたる理由も挙げられないまま、スダルモノの副大統領指名には懸念があると表明した。ある段階では、トリ・ストリスノ（ムルダニの後任として国軍司令官に就任）が副大統領候補に指名されるべきだ、という潜在的なシグナルを発し始めた。トリの方ではそれに乗らず、他の将校達とともに渋面のムルダニを説得した。国軍会派がスダルモノを副大統領候補にするつもりであることをムルダニも納得せざるを得なかった。
ムルダニが論議を巻き起こしてスダルモノの副大統領候補指名に難癖をつけ続けたことについて、多くの人々がムルダニに責任があると思っていた。また、イブラヒム・サレー准将がスダルモノを攻撃したことや、開発統一党 (PPP) 議長 ナロ を副大統領候補に指名するという画策は、ムルダニの仕業ではないか、と思われていた。そんなことがあったにもかかわらず、最終的にはスハルトの意思が貫かれ、スダルモノが副大統領に選出された。

### 国防治安大臣
ムルダニによるスダルモノ降ろしの画策があったにもかかわらず、スハルトはムルダニを失脚させず、国防・治安大臣に任命した。ただし、国防治安大臣の地位は、ムルダニ自身が国軍司令官時代に断行した国軍改革によって機構も権限も縮小され、国防治安省も「二流官庁」となっていた。また、1998年9月の治安秩序回復作戦司令部 (Kopkamtib) 廃止とともに、ムルダニは権力の拠り所をほとんど失うことになった。
国防治安大臣の在任中、ムルダニはスハルトに対する反乱を計画しているとして追及を受けた。この動きに刺激されたスハルトは、憲法上の手続きによらずに大統領を交代させようとする者に対しては、たとえそれが誰であっても、厳しい弾圧を加えると約束した。

### 1993年最高国民協議会総会
1993年の MPR 総会の前に、ムルダニは先手を打って、国軍がトリ・ストリスノを副大統領候補にすることに辣腕を振るったようである。スハルトはその指名を歓迎しなかったが、渋々、副大統領にトリを指名することを受け容れた。スハルトにとっての慰めは、ムルダニを次の閣僚に入れないことだった。

## 死
2004年8月29日、脳梗塞に倒れ、ジャカルタで死去。